# Schron przy Szczelinie
Schron przy Szczelinie – jaskinia, a właściwie schronisko, w Dolinie Chochołowskiej w Tatrach Zachodnich. Wejście do niej znajduje u podnóża turni Olejarnia, w pobliżu głównego otworu Szczeliny Chochołowskiej, na wysokości 1056 metrów n.p.m. Długość jaskini wynosi 7 metrów, a jej deniwelacja 5 metrów.

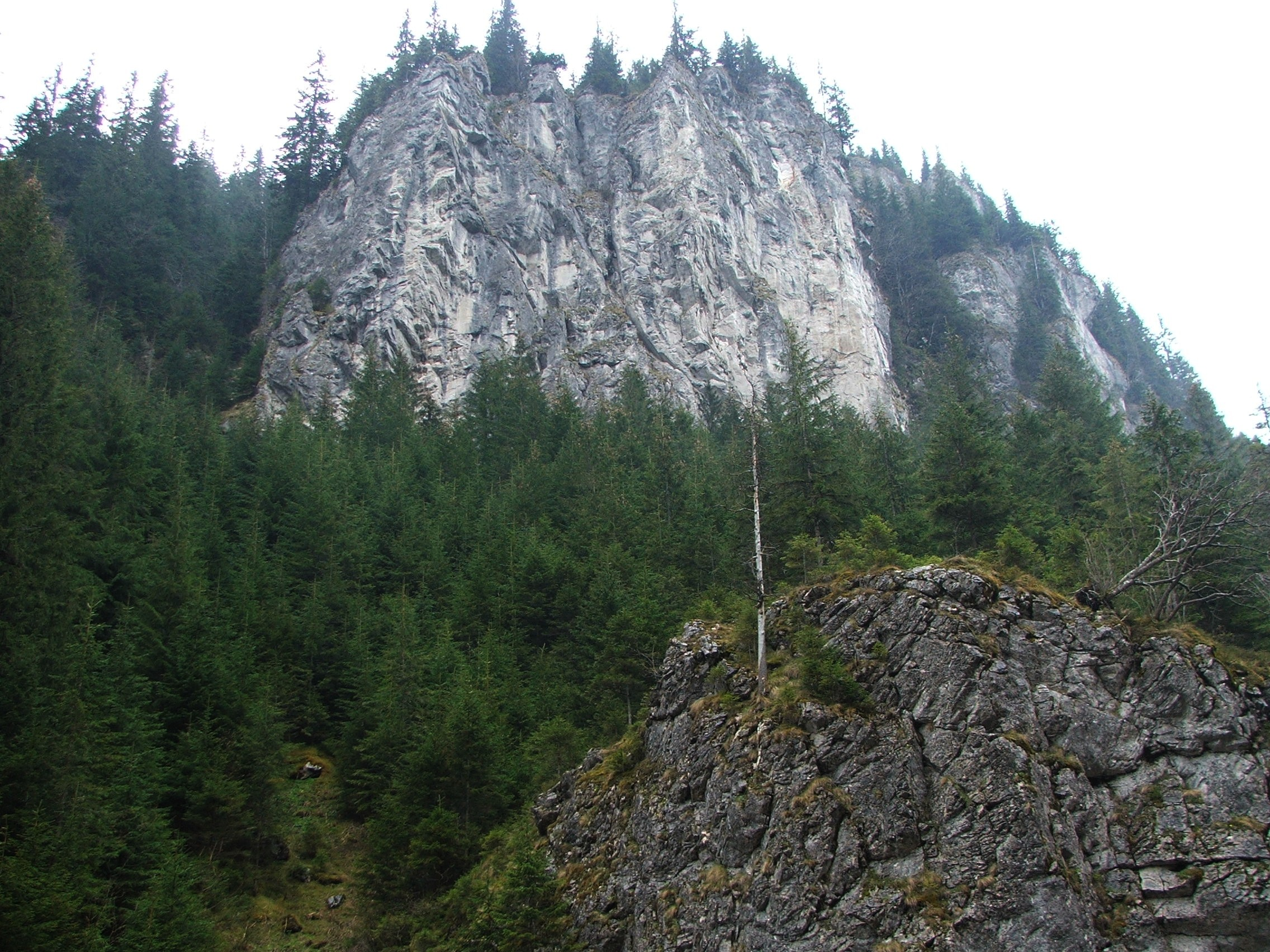
Turnia Olejarnia w Dolinie Chochołowskiej

## Opis jaskini
Jaskinię tworzy idący stromo do góry korytarz zaczynający się w dużym otworze z niewielkim prożkiem. Na jego końcu można się dostać do wysokiej, szczelinowej salki, od której odchodzi niewielki korytarzyk.

## Przyroda
W jaskini nie ma nacieków. Ściany są wilgotne, brak jest na nich roślinności.

## Historia odkryć
Jaskinia była znana od dawna. Jej pierwszy plan i opis sporządził M. Burkacki przy pomocy J. Mędzy i K. Pohoskiego w 1977 roku.